# Лютеинизирующий гормон
Лютеинизи́рующий гормо́н (ЛГ, лютеотропин, лютропин; от лат. luteum «жёлтый») — пептидный гормон, секретируемый гонадотропными клетками передней доли гипофиза. Совместно с другим гипофизарным гонадотропином — фолликулостимулирующим гормоном (ФСГ), — ЛГ необходим для нормальной работы репродуктивной системы. В женском организме ЛГ стимулирует секрецию яичниками эстрогенов, а пиковое повышение его уровня инициирует овуляцию. В мужском организме ЛГ стимулирует интерстициальные клетки Лейдига, вырабатывающие тестостерон.

## Строение
Лютеинизирующий гормон является сложным белком — гликопротеином. По строению он похож на другие гормоны-гликопротеины — ФСГ, ТТГ, ХГЧ. ЛГ человека имеет массу 28,5 кДа. Белок имеет димерную структуру и состоит из 2 субъединиц α и β, соединённых двумя дисульфидными мостиками, к каждой из которых присоединены углеводные остатки. Альфа-субъединицы ЛГ, ФСГ, ТТГ и ХГЧ идентичны и состоят из 92 аминокислотных остатков. Бета-субъединицы отличаются. Бета-субъединица лютропина, которая и определяет биологическое действие гормона, специфически взаимодействуя с мембранным рецептором, представлена 121 аминокислотой. Она содержит ту же последовательность аминокислот, что и ХГЧ, и стимулирует тот же самый рецептор. Однако ХГЧ имеет 24 дополнительных аминокислоты, и оба гормона существенно отличаются своими углеводными компонентами. Различная структура олигосахаридных фрагментов влияет на биологическую активность и скорость разрушения гормонов. Период полураспада ЛГ составляет 20 минут, что короче, чем у ФСГ (3—4 часа) и ХЧГ (24 часа).

## Гены
Ген, кодирующий α-субъединицу локализован в длинном плече шестой хромосомы (6q12.21). Ген, кодирующий структуру β-субъединицы локализован в скоплении генов LHB/CGB длинного плеча 19-й хромосомы (19q13.32). В отличие от альфа-гена экспрессия гена бета-субъединицы ограничена гонадотропными клетками гипофиза. Активность гена регулируется гипоталамическим гонадотропин-рилизинг-гормоном. Ингибин, активин и половые стероиды не оказывают влияния на активность генов, ответственных за образование β-субъединицы.

## Активность
Как у мужчин, так и у женщин ЛГ необходим для репродукции. У женщин в процессе менструального цикла ФСГ стимулирует рост фолликулов и вызывает дифференцировку и пролиферацию клеток зернистого слоя.
Под действием ФСГ созревающие фолликулы секретируют всё возрастающие количества эстрогенов, среди которых наибольшее значение имеет эстрадиол, а также на их клетках экспрессируются и рецепторы к ЛГ. В результате к моменту созревания фолликула повышение уровня эстрадиола становится настолько высоким, что это приводит к активации гипоталамуса по принципу положительной обратной связи и интенсивному высвобождению ЛГ и ФСГ гипофизом. Этот всплеск уровня ЛГ запускает овуляцию, при этом не только высвобождается яйцеклетка, но и инициируется процесс лютеинизации — превращения остаточного фолликула в жёлтое тело, которое в свою очередь начинает вырабатывать прогестерон для подготовки эндометрия к возможной имплантации. ЛГ необходим для поддержания существования жёлтого тела примерно в течение 14 дней. В случае наступления беременности лютеиновая функция будет поддерживаться действием гормона трофобласта — хорионического гонадотропина. ЛГ также стимулирует клетки теки в яичниках, которые обеспечивают продукцию андрогенов и предшественников эстрадиола.
У мужчин ЛГ оказывает влияние на клетки Лейдига яичек и отвечает за выработку тестостерона, который оказывает влияние на сперматогенез и является главным «мужским» гормоном.
Выделение ЛГ находится под контролем ритмичных выбросов гипоталамусом гонадолиберина, частота которых по принципу обратной связи находится в зависимости от выделения гонадами эстрогенов.

## Концентрация в плазме
В норме отмечаются низкие уровни ЛГ в детском возрасте и высокие у женщин в менопаузе. В течение всего репродуктивного возраста средние уровни ЛГ колеблются в районе 5—20 мЕд/мл. Физиологическое повышение уровня ЛГ отмечаются во время овуляторного пика, длящегося, как правило, около 48 часов.
Более точные значения (источник: лист лабораторного анализа)
Женщины: I фаза 1,1-11,6; II фаза 0-14,7; овуляторный пик 17-77;постменопауза 11,3-40; девочки 1,6-9 лет 0,7-1,3.
Мужчины: 0,8-7,6.

## Тесты на определение овуляции
Определение всплеска концентрации ЛГ лежит в основе методики определения момента наступления овуляции. В течение нескольких дней перед предполагаемой овуляцией с помощью специализированной тест-системы проводится ежедневное определение уровня ЛГ в моче. Получение положительного результата теста свидетельствует о том, что овуляция произойдёт в ближайшие 24—48 часов. Пары, планирующие зачатие, могут соответственно оценить благоприятное время для проведения полового акта. Поскольку в среде женского организма сперматозоиды остаются жизнеспособными в течение нескольких дней, подобные тесты не рекомендуется применять для нужд контрацепции.

## Связанные патологические состояния

### Относительное повышение
У детей с преждевременным половым созреванием гипофизарного или центрального генеза уровни ЛГ и ФСГ могут находиться в репродуктивном диапазоне, а не на характерном для их возраста низком уровне.
В репродуктивном возрасте относительное повышение ЛГ (точнее, нарушение нормального соотношения ЛГ/ФСГ) часто наблюдается у пациенток с синдромом поликистоза яичников, однако при этом уровень гормона редко выходит за пределы нормального репродуктивного диапазона.

### Высокий уровень ЛГ
Упорно высокие уровни ЛГ свидетельствуют о ситуации, когда происходит нарушение нормальной отрицательной обратной связи между гонадами и гипоталамусом, ведущее к растормаживанию гипофизарной продукции ЛГ и ФСГ. Такое нормально во время менопаузы, но является отклонением от нормы во время репродуктивного периода. Это может свидетельствовать о таких состояниях как:
- преждевременная менопауза;
- дизгенезия гонад, синдром Тернера;
- кастрация;
- синдром Суайра;
- некоторые формы врождённой гиперплазии надпочечников;
- гипофункция яичников.

### Недостаточная активность ЛГ
Пониженная секреция ЛГ может приводить к гипогонадизму, который у мужчин обычно проявляется снижением количества сперматозоидов. У женщин, как правило, наблюдается аменорея. С низким уровнем ЛГ могут протекать такие состояния как:
- гипоталамические опухоли, травмы;
- наследственные заболевания:
  - синдром Кальманна,
  - синдром Прадера — Вилли и др.
- гипопитуитаризм
- функциональные нарушения
  - расстройства питания
  - гиперпролактинемия
  - аменорея спортсменок
- гонадосупрессивная терапия
  - антагонистами гонадолиберина,
  - агонистами гонадолиберина (отрицательная регуляция).

## Применение
ЛГ совместно с ФСГ входит в состав Пергонала и других мочевых гонадотропинов.
Более высоко очищенные мочевые гонадотропины, как правило, содержат относительно меньшее количество ЛГ. Существует также рекомбинантный лютропин-альфа (Люверис, Luveris®). Способ введения препаратов парентеральный (как правило, внутримышечный). Обычно они применяются при терапии бесплодия, особенно при применении методики ЭКО, для стимуляции роста яичников и созревания в них фолликулов.
Вместо ЛГ нередко используется получаемый из мочи беременных менее дорогой хорионический гонадотропин, который связывается с теми же самыми рецепторами и отличается более длительным периодом полувыведения.